# Charakterologia
Charakterologia – (z gr.) – nauka o charakterze.
M.in. w Niemczech i Polsce dziedzina psychologii utożsamiana z nauką o osobowości, choć ze względu na normatywne konotacje i często heurystyczną budowę poszczególnych typologii mniej obecna w głównym nurcie współczesnej psychologii osobowości.
Charakterologia pozostaje jedną z najstarszych dziedzin psychologii i wywodzi się z teorii czterech temperamentów Hipokratesa a współcześnie rozwijana była m.in. w typologiach konstytucjonalnych (Ernst Kretschmer, William. H. Sheldon) i charakterologiach opartych na zachowaniach i postawach jednostek. Istnieje kilkaset rodzajów systemów charakterologicznych podobnie jak kilkaset teorii osobowości. Kilkadziesiąt uznawanych jest za wartościowe heurystycznie lub udokumentowane naukowo.